# Шрамченко Алла Левківна
Алла Левківна Шрамченко (також Шрамченкова, Нещадименко) (Леонтіївна); 29 липня 1901, с. Топчіївка — 30 березня 1989, Нью-Йорк) — українська державна службовиця у Державній скарбниці УНР. Нащадок козацько-старшинського роду.

## Життєпис
Народилася в с. Топчіївка, тепер Чернігівського р-ну Чернігівської області у родині Леонтія Шрамченка та Катерини Отто-Германівни (до шлюбу Цирес, 8 травня 1882 р. н., Москва, з родини купця). З жовтня 1900 року Шрамченки жили в с. Топчіївка. Тут народилася перша дитина — Алла, а в Києві, куди переїхала сім'я, 27 серпня 1904 р. — Вероніка.
Батько, закінчивши юридичний факультет Московського університету, повернувся до Чернігова, де впродовж трьох років працював статистиком при земстві, а в 1910—1917 рр. — земським статистиком у Тифлісі. У 1918 році Алла закінчила Тифліську гімназію. У роки Української революції батько — товариш (заступник) міністра народного господарства (1919, уряд Бориса Мартоса), державний секретар (уряд Ісака Мазепи); а з 1922 р. — доцент УГА в Подєбрадах.
Студентка Кооперативного відділу УГА в Подєбрадах (від 01.1922 р.). Знала рідну (українську), французьку і російську мови. У Подєбрадах написала спогад «Повернення на Батьківщину».
З України втекла «від більшовицької і денікінської окупації». У Польщі працювала в одному з департаментів Державної скарбниці УНР.
У Подєбрадах стала дружиною поручника 3-ї Залізної дивізії Армії УНР Юхима (Іоахима) Нещадименка. Надалі з чоловіком і батьками проживала у Швейцарії. Після Другої світової війни виїхала з чоловіком до США. 
Похована на Українському православному цвинтарі Св. Андрія в Бавнд-Бруці поруч із чоловіком.